# Falken (Treffurt)
Falken ist seit 1993 ein Stadtteil von Treffurt im Wartburgkreis in Thüringen.

## Geographie
Falken liegt im Tal der Werra, im Norden des Wartburgkreises in Thüringen. Die Gesamtfläche der Gemarkung beträgt 13,50 km².

### Berge
Höchste Erhebung ist der Dudelberg an der Flurgrenze zu Hallungen (435,1 m ü. NN), der Goldberg (379,8 m ü. NN) und der Kahn (321,7 m ü. NN).
Die Steilhänge der Falkener Klippen und die markante Abbruchkante des bewaldeten Wachsholz sind eindrucksvolle Beispiele des Muschelkalk.

### Gewässer
Falken liegt am rechten Ufer der Werra, in der Ortslage mündet in diese als rechter Zufluss der Bach ein, er nimmt auf seinem Weg durch die Gemarkung den Höllgraben sowie mehrere namenlose Quellbäche auf. Ab der Staustufe bei Falken (Flusskilometer 0,78) ist die Werra als eine sonstige Binnenwasserstraße des Bundes klassifiziert.

## Geschichte

### Ersterwähnung
Erstmals wurde Falken anlässlich einer Reise des Erzbischofs Ruthard von Mainz im Jahre 1104 erwähnt. Der Ortsname lautete in der Urkunde Falchanaha.
Im Beisein eines Treffurter Ritters Pilgrim de Trifurte errichtete Ruthard bei Falken einen Altar und bestimmte die dort zu erbauende Kapelle als den Mittelpunkt eines Klosters, das er mit der Stiftung von Ländereien im Werratal zu gründen gedachte. Aus den Güterschenkungen geht hervor, dass mit dieser Urkunde die Gründung von Probsteizella dokumentiert wurde. Die dem Heiligen Martin geweihte Kapelle wurde 1150 durch einen Nachfolger Ruthardts zum Sitz eines Erzpriesters bestimmt, welcher dem Archidiakonat Dorla unterstellt wurde. Bereits durch den Heiligen Bonifatius erreichte die Missionierung zum Christentum auch das Falkener Gebiet. Nach der Ortschronik weilten in den Jahren 718–719 Anhänger des Bonifatius im unteren Werratal, die bekehrten Bewohner errichteten bereits 748 eine Bonifatiuskirche in der Ortslage, die zu den ältesten Kirchen Thüringens zählte. 1863 zerstörte ein Brand den zuletzt als Friedhofskapelle genutzten Bau, er wurde restlos abgetragen.

### Ur- und Frühgeschichte
Das Falkener Gebiet besaß bereits in der Jungsteinzeit einen Siedlungsplatz, darauf verweisen Funde (Steinbeile, Schaber aus Feuerstein, Keramikscherben), die bei Feldarbeiten und beim Bau der Bahnlinie gemacht wurden. Bei der Kiesgewinnung wurde eine bronzene Sichel am Werraufer unterhalb des Wachsholzes gefunden, auch ein Körpergrab mit einer bronzenen Lanzenspitze und drei Armringen wurde in der Gemarkung entdeckt. In der Sandgrube der Gemeinde wurde 1920 auch eine Steinkiste freigelegt, sie enthielt mehrere Skelette. Siedlungsstellen auf dem Lindenhauptskopf und dem Sülzenberg entstanden in einer Kontaktzone der germanisch-keltischen Siedlungsgebiete an der unteren Werra, die wohl als befestigte Höhensiedlungen befinden sich halbwegs zwischen den benachbarten Fundorten auf dem Heldrastein (Hüneburg) und der Wallburg Sommerstein bei Hallungen. Nach örtlicher Überlieferung hatte der Dudelsberg eine kultische Bedeutung als Bergheiligtum.

### Mittelalter
Nach dem Untergang des Thüringer Reiches zogen fränkische Siedler in das nur dünn besiedelte Gebiet zwischen Eichsfeld, Hainich und Werratal. Der Ortsname Frankenroda und die zahlreichen „-hausen-Orte“ bei Treffurt belegen diesen Vorgang. Zu den neuen Siedlungen gehörten auch die Wüstungen „Reimannshausen“ und „Breitenberg“ (auch als „Hinterscherbda“ bezeichnet), sowie „Reichensachsen“ bei Heyerode, Wesse bei Ebenshausen und Dudel im Umkreis von fünf Kilometer um Falken.
Der Ort gehörte seit dem Hochmittelalter zum Herrschaftsgebiet der Herren von Treffurt auf der Burg Normannstein. 1336 erfolgte die Entmachtung der Treffurter Ritter, die ein unrühmliches Ende als Raubritter hatten und nach einer Familienfehde und mehrfacher Belagerung ihrer Burgen durch die Landesherren (Landgrafen von Hessen, Landgrafen von Thüringen, Erzbistum Mainz) vertrieben wurden. Die einstige Burggrafschaft Normannstein mit Treffurt und Falken wurde nunmehr ein Teil der Ganerbschaft Treffurt. Das Dorf Falken wurde wie alle sonstigen Treffurter Besitzungen nach dem Landfriedensvertrag in drei gleiche Teile geteilt und erhielt für jeden Ortsteil einen Bürgermeister. 1359 hatte ein Ritter „Heyso von Falcken“ umfangreiche Besitzungen im nordwestlichen Gebiet des Hainichs zum Lehen. Wo seine Burg stand, ist unbekannt. Die sich nach dem Ort Falken nennende Familie ist ab 1474 im brandenburgischen Fermerswalde belegt.
Der ursprüngliche Ort mit der Bonifatiuskirche wurde bei einem der zahllosen Überfälle und Fehden, die Anfang des 15. Jahrhunderts das Eichsfeld verheerten niedergebrannt, nach der Überlieferung mussten die Bewohner von Falken 1417 für einen Konflikt zwischen der Reichsstadt Mühlhausen und dem Erfurter Petersstift büßen. Die Mühlhäuser legten auch den Klosterhof, die Martinskirche und benachbarte Güter in Schutt und Asche. Den Überlebenden erschien es sinnvoll, den Wiederaufbau des Dorfes an einer günstigeren Stelle zu vollziehen, sie siedelten sich um den dann burgartig befestigten Kirchhof der niedergebrannten Martinskirche an. Diese Kirche wurde erst zu Beginn des 16. Jahrhunderts erneuert.
Seit 1509 war die adelige Familie Keudell (auch Keudel) vom Thüringer Landgrafen mit dem Sachsen zustehenden Anteil am Dorf Falken belehnt worden, sie waren bereits im hessischen Teil Lehnsinhaber. Bis 1839 saßen Zweige der Keudells in Falken, sie übten über 300 Jahre auch das Amt des Gerichtsherren aus. Wappensteine und Grabsteine in der Kirche erinnern an einstige Vertreter der Falkener Familiensippe deren Wohnsitz im „Schlösschen“ war.
Zum Ortsadel von Falken gehörte ein Zweig der adeligen Familie von Trott. Die an Stelle wüst gewordener Ortschaften neu errichteten Güter Schönberg und Taubenthal waren im Besitz der Trotts, deren Hauptsitz in Falken in der Junkergasse stand. Das 1585 erwähnte „Junkerhaus“ war ein repräsentativer Schlossbau im Fachwerkstil und lag „In der Mauer“ – heute Theodor-Neubauer-Straße.

### Bauernkrieg und Reformation

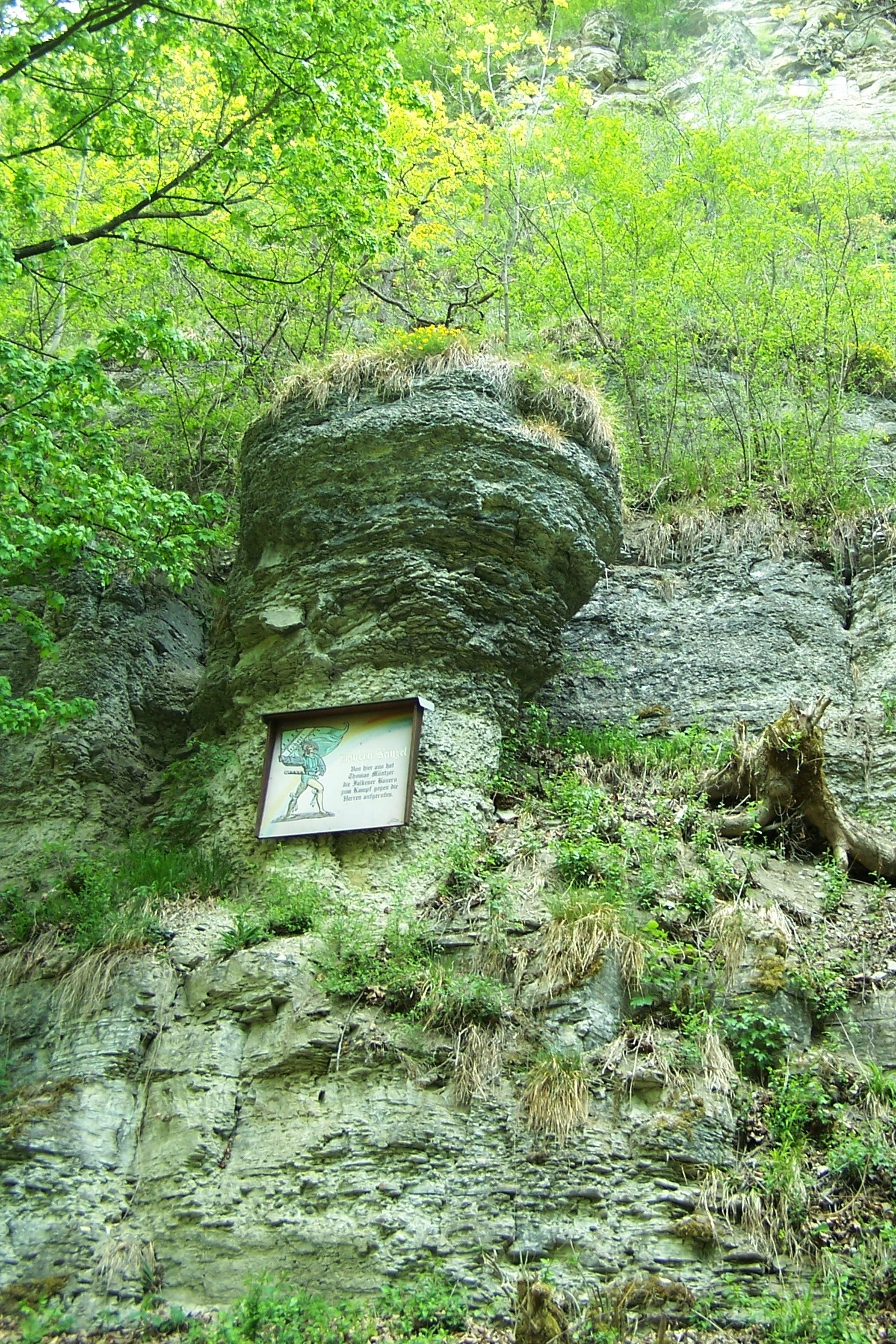
Die Bauernkanzel in den Falkener Klippen bei Probsteizella

Am 13. Februar 1525 versammelten sich im Raum Treffurt 1000 aufständische Bauern. Der als „Bauernkanzel“ bezeichnete Felsen bei Falken, nur wenige Meter von der einstigen Propstei Zella
entfernt, wurde in der DDR-Zeit mit einer Gedenktafel versehen. Die aufständischen Bauern plünderten und verwüsteten Klöster und Adelssitze im südlichen Eichsfeld, zuvor auch das Stiftsgut in Großburschla. Der damals in Falken lebende katholische Pfarrer Lips König war dem Bauernhaufen zugetan, sein weiteres Schicksal ist unbekannt. Sein Nachfolger Matthäus Böttcher wurde 1527 als erster evangelischer Pfarrer in Falken eingesetzt.
Der hessische Landgraf Wilhelm IV. erhielt nach dem Vertrag vom 20. Juli 1591 die Hälfte der Ganerbschaft Treffurt zugesprochen, in dem Vertragswerk wurde auch bestimmt, das über die kirchlichen Angelegenheiten der Ganerbschaft Treffurt und der Vogtei Dorla künftig die Superintendentur Langensalza zu bestimmen habe. Dieser Vertragspassus wurde bis 1736 angewandt.

### Wüstung Breitenberg
Im zu Sachsen gehörigen Teil der Ganerbschaft lag die Wüstung Breitenberg, später als Hinterscherbda bezeichnet. Die Eigentumsverhältnisse waren seit dem Ende der Treffurter strittig. Die Kleinsiedlung wurde als ein Filial der Falkener Kirche bezeichnet, über die verworrenen Besitzverhältnisse geriet der seit dem Spätmittelalter in Scherbda ansässige Zweig der Creuzburger Adelsfamilie mit den Herzögen von Sachsen in Streit. 1596 wurde mit der Witwe Georgs von Creuzburg das strittige Gebiet durch einen Vergleich neu aufgeteilt, die Scherbdaer erhielten den Wald am Breitenberg und einen Teil der Ländereien, der Herzog übertrug die andere Hälfte an das Amt Creuzburg. Die betreffende Flur nutzte bereits seit 1545 ein in Falken sitzender Keudel als Lehensinhaber.

### Gut Taubenthal
Das ehemalige Rittergut Taubenthal, in dessen unmittelbarer Nähe sich eine größere Siedlung mit eigener Kirche befand, gehörte bis 1561 als sächsisches Lehen den Herren von Hopffgarten und der Familie von Keudel gemeinsam. Noch heute sind bestimmte Flurteile als: Dudelberg, Dudelkirche, Dudelhöfchen und Dudelborn bekannt. Die benannte Siedlung soll einfach Dudel genannt worden sein. Johann Friedrich der Mittlere von Sachsen belehnte 1561 die Familie von Keudel als alleinige Besitzer mit dem Taubenthal, das bis 1833 in ihrer Hand blieb. Durch Verkauf kam es 1902 in den Besitz des Ober-Regierungsrates Werneburg, wechselte mehrmals durch Erbschaft und Verkauf seinen Besitzer und gehörte später dem Gymnasial-Direkter Groß aus Hamburg. Das landwirtschaftliche Anwesen besaß vor dem Ersten Weltkrieg einen eigenen Windgenerator, um damit eine elektrische Wasserpumpe zu betreiben. Der Fabrikbesitzer Pawleky war der letzte Besitzer des Taubenthals. Der letzte Pächter war August Prakesch. Anfang der 1980er Jahre wurden die Ruinen der zuvor von der Nazzaer LPG genutzten Gutsgebäude – als Teil der Aktion Ungeziefer der DDR-Stasi zur Bereinigung des Grenzgebietes – abgetragen und das Gelände eingeebnet.

### Falken im 17. und 18. Jahrhundert
Die Stadt Treffurt erlebte als Handelsort im 17. Jahrhundert eine erste Blütezeit, stattliche Höfe und Fachwerkhäuser blieben aus jener Zeit erhalten, der Aufstieg der Stadt wurde erst durch den Dreißigjährigen Krieg unterbrochen. Das nur drei Kilometer entfernte Dorf Falken befand sich in enger wirtschaftlicher Verflechtung mit der Stadt, zugleich behinderten die mittelalterlichen Zunftgesetze mit ihren Bannmeilen und Marktbeschränkungen die dörfliche Entwicklung Falkens zunehmend, insbesondere die Ausübung der Handwerksberufe. Der Niedergang der Landwirtschaft auf den steinigen und wegen der Hanglagen oft nur streifenförmig angelegten Äcker erfolgte nach dem Dreißigjährigen Krieg, zeitgleich kam es zur Herausbildung weniger großer Rittergüter und einiger Wirtschaftshöfe im Pfandbesitz Treffurter Patrizier. In dieser Zeit des Umbruchs wurden aus einstigen Kleinbauern vermehrt Leineweber und Tagelöhner, die Rinder- und Schafzucht gewann an Bedeutung. Die Falkener mussten in dieser Zeit an 21 Zinsherren Steuern und Abgaben entrichten. Durch den Obstanbau – im Treffurter Gebiet besonders Kirschen und Zwetschgen – entstanden neue Erwerbsmöglichkeiten. Eine Obstdarre zum Haltbarmachen der geernteten Früchte wurde auf Gemeindekosten erbaut. Der Ort gab zeitweise den jährlich im Frühjahr und Spätherbst erforderlichen Auf- und Rückbau der hölzernen Werrabrücke auf, da der Steg oft noch im Sommer durch Hochwasser beschädigt wurde, an seine Stelle trat ein Fährmann. Die wenigen Fuhrwerke mussten nun die etwa drei Kilometer flussab befindliche Treffurter Brücke benutzen.

### 20. Jahrhundert
Im Oktober 1907 erhielt Falken einen Bahnhof an der Bahnstrecke Schwebda–Wartha, welche den Ort mit Eisenach, Mihla, Creuzburg, Treffurt, Wanfried und Eschwege verband. Bei den Bauarbeiten für die Bahnstrecke fand man in der Falkener Flur im April 1907 Knochenreste eines Mammuts.
Am 9. September 1944 wurde eine alliierte Luftmine auf Falken abgeworfen, zwei Tage später gab es schwere Verwüstungen durch einen Angriff auf den Bahnhof, bei dem mehrere Häuser getroffen und beschädigt wurden. Ein Gedenkstein für vier Bombentote von September und November 1944, darunter ein 5-jähriges Mädchen, findet sich auf dem Friedhof von Falken. Am 31. März 1945 wurden Teile des Ortes bei einem Tieffliegerangriff auf einen Lazarett- und einen Transportzug beschädigt. Zwei Soldaten fanden den Tod. Am 3. April 1945 wurden im Rahmen des „Kampfes um die Werralinie“ die Werrabrücken (Straße und Eisenbahn) in Falken gesprengt. Einen Tag später wurde Falken nach einem kurzen Gefecht von der US-Armee besetzt. Infolge der kriegsbedingten Schäden war zwischen Treffurt und Mihla kein Eisenbahnbetrieb mehr möglich, so dass dieses Teilstück am 2. Mai 1949 zur Demontage freigegeben wurde.

### Einwohnerentwicklung
Entwicklung der Einwohnerzahl:
| - 1773 – 734 - 1800 – 743 - 1840 – 906 - 1857 – 960 - 1858 – 972 - 1861 – 962 | - 1864 – 0954 - 1876 – 0999 - 1900 – 1150 - 1926 – 1192 - 1938 – 1272 - 1956 – 1362 | - 1987 – 1170 |

 Datenquelle: Ortschronik Falken

## Kultur und Sehenswürdigkeiten

### Kulturdenkmale
- Im Zentrum des Ortes befindet sich der in Art einer Wehrkirche erbaute Gebäudekomplex „Güldenes Stift“ mit der Martinskirche, einigen Speicherschuppen und dem Torhaus.
- Die Martinskirche wurde um 1500 auf den Grundmauern einer Vorgängerkirche errichtet. Bei Bauarbeiten im Kirchhof konnte 1995 Brandschutt und ein Mauerstück als Beleg für die einstige Bebauung dokumentiert werden. Die Martinskirche besitzt einen 32 m hoch aufragenden Turm mit quadratischer Grundfläche von 8 m Kantenlänge, dessen Spitze nochmals 18 m in die Höhe ragt und von vier Ecktürmchen umgeben ist. An den quadratischen Chorraum von 9,75 m × 9,50 m schließt sich das Langschiff von 18 m Länge an, es ist jedoch nur 9,5 m breit. Die Kirche besitzt als Besonderheit ein um 1420 datiertes Tafelbild aus der Schule des Malers Conrad von Soest. Die Umstände, wie dies kostbare Bild nach Falken kam sind unbekannt, vielleicht wurde er aus der Bonifatiuskirche übernommen. Im 19. Jahrhundert hatte man in der Gemeindeverwaltung eine gewisse Gleichgültigkeit und Verachtung für die mittelalterlichen Zeugnisse, diese betraf besonders die noch zahlreich vorhandenen Grabsteine der einst in Falken ansässigen Adelsgeschlechter. Die Mehrzahl dieser Steine wurde zerschlagen und zur Uferbefestigung an der Werra verwendet, andere Steine wurden geglättet und als Bausteine, Türschwellen oder Steintischplatten verkauft. Auch die kulturgeschichtlich bedeutsame Bonifatiuskirche am Friedhof wurde nach einem Brand ohne Zögern abgerissen und durch einen Neubau ersetzt.[19]
- In der Ortslage von Falken befinden sich noch zahlreiche Fachwerkhäuser und Gehöfte.
- Das Keudelsches Schloss – gilt als ältester Profanbau, es war einst im Besitz der Herren von Keudel (ab 1509 Lehensinhaber von Falken) gehöriger Hof mit einem Steinbau – das „Schlösschen“.
- Der Falkener Anger befindet sich im Zentrum des Dorfes und wurde mit einer niedrigen Steinmauer umgeben. Der Platz diente der Rechtsprechung und wurde auch als Versammlungs- und Tanzplatz genutzt.
- An der Nordseite des Angers steht der „Stolperstein“, ein Steinkreuz von beachtlicher Größe.
- Die „Bauernkanzel“ im Werratal wurde in der DDR-Zeit als regional bedeutsames Geschichtsdenkmal für den „Großen deutschen Bauernkrieg“ und die Zeit der „Frühbürgerlichen Revolution“ ausgewiesen.[20]
- Als Technisches Denkmal wurde das Wasserkraftwerk Falken am Ufer der Werra ausgewiesen. Nach einer technischen Überholung und Einbau moderner Steuerungstechnik speist das Kraftwerk seit 1999 wieder Strom in das Netz ein.

### Naturschutzgebiete und -denkmale
Das Naturschutzgebiet Probsteizella befindet sich südöstlich der Ortslage und hat eine Größe von 26,9 Hektar. Es wurde am 23. März 1961 ausgewiesen.
Mehrere Bäume in der Gemarkung sind als Naturdenkmal ausgewiesen:
- Linde am Lindenberg
- Eiche unter der Hirtsliethe
- Linde im Falkenried
- Linde im Ziegentalsgraben

### Vereine
Die Einwohner von Falken sind gesellig und sehr aktiv, gegenwärtig bestehen mehr als 20 Vereine:
- der „Heimatverein Falken“ ist heute Dachverein für zahlreiche Gruppen und Interessengemeinschaften, (Rassegeflügelzüchter, Kleintierzüchterverein, Gartenvereine, Anglerverein, Jägerverein, Hundesportverein und Ortschronisten)

In Regie des Heimatvereins wurde eine Heimatstube in der Kirche eingerichtet, die Ortschronik aufgearbeitet und die Vorbereitungen zum Ortsjubiläum organisiert.
- Die Anfänge des Chorgesangs sind im Jahr 1869 belegt, Schankwirt Kaspar Ewald bat eine Schar junger Männer sich mit ihm als „Falkener Liedertafel“ in das Vereinsregister eintragen zu lassen. Mit dem „Gesangsverein Harmonie“ entstand 1884 ein erster gemischter Chor. Aus Mitgliedern beider Chöre gründete sich 1903 der „Sängerkranz“ als dritter Gesangsverein, weiterhin gab es auch den Kirchenchor. Alle drei Gesangsvereine hatten nach dem Ersten Weltkrieg 200 Sänger. Nach dem Zweiten Weltkrieg begann der Wiederaufbau des Chorgesangs mit bescheidenen Erfolgen, der 1948 gegründete Männerchor Falken wurde 1993 Teil des Heimatvereins Falken.[24]
- die Falkener Musikanten sind eine Blasmusik-Kapelle, die heute auf eine lange Tradition zurückschauen kann. Schon 1871 gab es in Falken Blasmusiker, die zum Tanz aufspielten oder bei Umzügen und Festen auftraten.[25]
- der Feuerwehrverein
- der Sportverein 1948
- die Kirmesgesellschaft

## Persönlichkeiten
- Kurt Meyer (* 1935), Politiker

## Sonstiges
Als Zeugnisse eines derben Volkshumors bildeten sich bereits vor Jahrhunderten Besonderheiten des jeweiligen Dorfes charakterisierende Neck- und Spitznamen heraus. Demnach lebten hier im Ort die Falkener Musmänner, da der Ort früher durch Obstanbau und Pflaumenmus von sich reden machte. Auch der heutige Kindergarten in Falken erinnerte sich an diese Begebenheit, seine Schützlinge werden liebevoll als Mußmännchen bezeichnet.